# Antonino de Milán
Antonino de Milán (̈f. Milán, 671) fue un obispo italiano católico del siglo VII, quien luchó contra los arrianos de la región. Es venerado como santo por la Iglesia Católica. Su fiesta litúrgica se celebra el 31 de octubre.

## Hagiografía
Fue ordenado obispo en el 669, luego de la muerte de Juan el Bueno, y desde su sede, Milán, se dedicó a atacar la herejía arriana. Falleció en el 671 en Milán. Fue sucedido por Mauricillo.
Sus restos fueron depositados en la Iglesia de San Simplicio por el cardenal Carlos Borromeo en 1581.